# Chất điều chỉnh độ acid

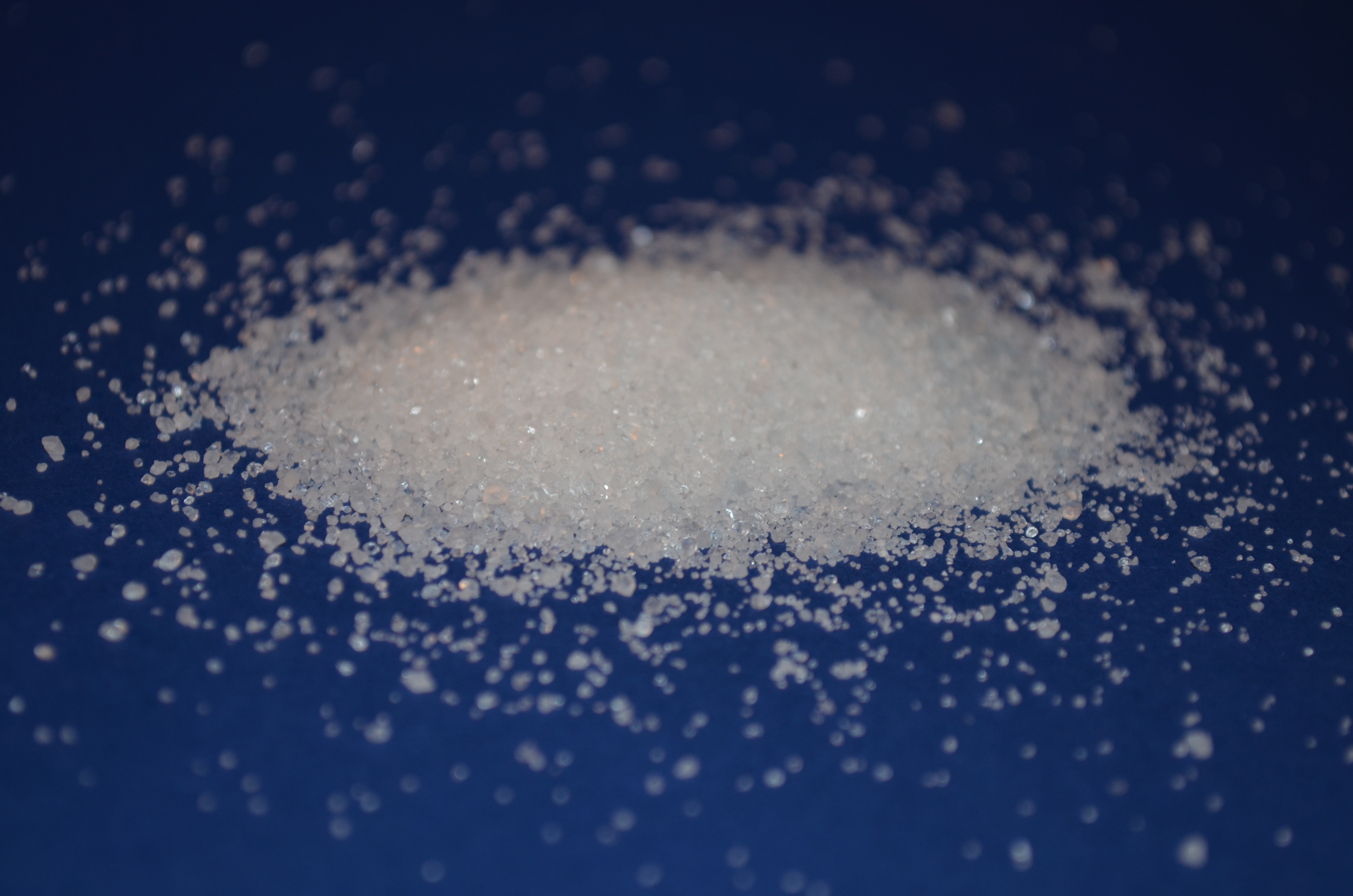
Acid citric khan

Chất điều chỉnh độ acid hoặc chất kiểm soát độ pH là các chất phụ gia thực phẩm được sử dụng để thay đổi hoặc duy trì độ pH (độ acid hoặc độ base). Chúng có thể là acid hữu cơ hoặc acid vô cơ, base, chất trung hòa hoặc chất đệm. Các chất điều chỉnh độ acid điển hình bao gồm các acid và muối natri của chúng: acid sorbic, acid acetic, acid benzoic và acid propionic. Các chất điều chỉnh độ acid được biểu thị bằng số E của chúng, chẳng hạn như E260 (acid acetic), hoặc được liệt kê đơn giản là "acid thực phẩm".
Chất điều chỉnh độ acid khác với chất acid hóa, là chất có tính acid được bổ sung vào thực phẩm để tạo vị chua. Chúng không nhằm mục đích ổn định thực phẩm, mặc dù đó có thể là một lợi ích kèm theo.